# Noélie Yarigo
Noélie Ditchakou Yarigo (Natitingou, 26 dicembre 1985) è una mezzofondista beninese.
Ha rappresentato il Benin ai Giochi olimpici estivi di Rio de Janeiro 2016, giungendo in semifinale negli 800 metri piani.

## Palmarès
| Anno | Manifestazione                    | Sede           | Evento       | Risultato  | Prestazione | Note                                     |
| ---- | --------------------------------- | -------------- | ------------ | ---------- | ----------- | ---------------------------------------- |
| 2005 | Giochi della Francofonia          | Niamey         | 800 m piani  | 6ª         | 2'11"61     |                                          |
| 2007 | Giochi panafricani                | Algeri         | 800 m piani  | Batteria   | 2'13"29     |                                          |
| 2007 | Giochi panafricani                | Algeri         | 1500 m piani | Batteria   | dns         |                                          |
| 2012 | Campionati africani               | Porto-Novo     | 800 m piani  | Batteria   | 2'06"72     |                                          |
| 2013 | Giochi della Francofonia          | Nizza          | 800 m piani  | Batteria   | 2'07"35     |                                          |
| 2014 | Campionati africani               | Marrakech      | 800 m piani  | 5ª         | 2'01"64     |                                          |
| 2015 | Mondiali                          | Pechino        | 800 m piani  | Batteria   | 2'02"48     |                                          |
| 2016 | Campionati africani               | Durban         | 800 m piani  | 6ª         | 2'02"68     |                                          |
| 2016 | Giochi olimpici                   | Rio de Janeiro | 800 m piani  | Semifinale | 1'59"78     |                                          |
| 2017 | Giochi della solidarietà islamica | Baku           | 800 m piani  | Bronzo     | 2'02"47     |                                          |
| 2017 | Giochi della Francofonia          | Abidjan        | 800 m piani  | Argento    | 2'01"27     |                                          |
| 2017 | Mondiali                          | Londra         | 800 m piani  | Semifinale | 1'59"74     | Miglior prestazione personale stagionale |
| 2018 | Campionati africani               | Asaba          | 800 m piani  | 7ª         | 2'04"36     |                                          |
| 2019 | Giochi panafricani                | Rabat          | 800 m piani  | 7ª         | 2'04"66     |                                          |
| 2019 | Mondiali                          | Doha           | 800 m piani  | Semifinale | 2'00"75     |                                          |
| 2021 | Giochi olimpici                   | Tokyo          | 800 m piani  | Semifinale | 2'01"41     |                                          |
| 2022 | Mondiali                          | Eugene         | 800 m piani  | Semifinale | 2'01"52     |                                          |
| 2023 | Mondiali                          | Budapest       | 800 m piani  | Semifinale | 1'59"43     |                                          |
| 2024 | Mondiali indoor                   | Glasgow        | 800 m piani  | Bronzo     | 2'03"15     |                                          |
| 2024 | Giochi olimpici                   | Parigi         | 800 m piani  | Semifinale | 2'01"35     |                                          |
| 2025 | Mondiali indoor                   | Nanchino       | 800 m piani  | Batteria   | 2'07"88     |                                          |